# Валкув
Валкув (пол. Wałków) — село в Польщі, у гміні Козьмін-Велькопольський Кротошинського повіту Великопольського воєводства.
Населення — 269 осіб (2011).
У 1975-1998 роках село належало до Каліського воєводства.

## Демографія
Демографічна структура станом на 31 березня 2011 року:
|          | Загалом | Допрацездатний вік | Працездатний вік | Постпрацездатний вік |
| -------- | ------- | ------------------ | ---------------- | -------------------- |
| Чоловіки | 137     | 38                 | 81               | 18                   |
| Жінки    | 132     | 30                 | 83               | 19                   |
| Разом    | 269     | 68                 | 164              | 37                   |